# Pommeau de Normandie
Pour les articles homonymes, voir pommeau.
Le pommeau de Normandie est un alcool apéritif de type mistelle obtenu par l’assemblage de jus de pommes non fermenté et de calvados.
Le pommeau de Normandie est à la Normandie ce que le ratafia de Champagne est à la Champagne, le pineau est aux Charentes, le macvin au Jura et le floc à la Gascogne.

## Historique
Aucun registre ne fait formellement état de l'acte de naissance du Pommeau de Normandie. Les origines du Pommeau de Normandie sont aussi obscures que lointaines. Bien que sa fabrication était courante dans les fermes, sa commercialisation est quant à elle arrivée récemment. 
En 1946, un groupe de producteurs normands cherche à vendre un « cidre de liqueur » mais sans succès en raison d'un décret de 1935 interdisant la vente d'apéritifs à base de cidre. En 1948, une nouvelle production nommée « Pineau normand » apparaît, inspirée du pineau des Charentes, mais dont la commercialisation reste illicite jusqu’en 1981. Les producteurs normands obtiennent cette même année sa reconnaissance légale grâce à une dérogation. En 1986, son mode de production est régi par un décret, puis il obtient son appellation d'origine contrôlée en 1991.

## Caractéristiques

### Fabrication
Le pommeau s'obtient en mélangeant environ deux tiers de moût de pommes (jus non fermenté) et un tiers de calvados, une opération qui s'appelle le mutage. Le calvados en appellation d'origine contrôlée utilisé pour le mutage doit avoir été conservé dès la fin de la distillation sous bois de chêne au moins douze mois et doit avoir un volume d'alcool d'au moins 65 % lors de son mutage. L’alcool contenu dans le calvados empêche la fermentation du jus, donnant ainsi un alcool plus sucré. Le Pommeau de Normandie acquiert ensuite progressivement sa couleur ambrée et son arôme au contact du bois du tonneau où il vieillit quatorze mois minimum. Il titre entre 16 et 18 % vol.

### Appellation d'origine contrôlée (A.O.C.)
Pour obtenir cette appellation, les pommes doivent provenir de vergers dédiés à l'appellation Pommeau de Normandie et qu’au moins 70 % soient de variétés dites amères ou douces-amères. Le mélange doit ensuite vieillir 14 mois minimum en fûts de chêne.

## Consommation
Le Pommeau de Normandie est essentiellement utilisé comme un apéritif. Fruité et doux il se sert frais (de 8 à 10 °C).
En cuisine, il peut s'utiliser pour réaliser certaines sauces (coquilles saint jacques déglacées au Pommeau, Filet mignon de veau au Pommeau, Truffes au Chocolat au Pommeau) et parfumer certains desserts (tarte au pommeau, fraises au Pommeau). Il accompagne également le foie gras, le melon et les desserts au chocolat.